# Daniele Crosta
Daniele Crosta, né le 5 mai 1970 à Busto Arsizio, est un escrimeur italien.

## Carrière
Daniele Crosta participe aux Jeux olympiques d'été de 2000 et  remporte la médaille de bronze dans l'épreuve de fleuret par équipe.